# شهرستان اسکات (کنتاکی)
شهرستان اسکات، کنتاکی (به انگلیسی: Scott County, Kentucky) یک سکونتگاه مسکونی در ایالات متحده آمریکا است که در کنتاکی واقع شده‌است.